# Baron (vrijheidsstrijder)
Baron was een medestrijder van vrijheidsstrijder en guerrillaleider Boni in het Suriname van in de 18e eeuw. 
Hij was slaaf geweest bij de uit Zweden afkomstige plantagehouder Dahlberg, die aanvankelijk erg op hem gesteld was. Hij liet Baron leren lezen en schrijven en nam hem mee naar Nederland. Hoewel hij beloofd zou hebben hem na terugkomst in Suriname vrij te laten, verkocht hij hem aan een Joodse collega. Toen Baron weigerde mee te gaan met zijn nieuwe meester liet Dahlberg hem straffen met de Spaanse bok. 
 Baron vluchtte vervolgens het bos in en sloot zich aan bij de Marrons van Boni.
De groep richtte toenemende schade aan, opererend vanuit Fort Buku, een versterkte nederzetting met een vier meter hoge palissade in het oerwoud. Het fort was omringd door een moeras. De verdedigers waren voorzien van geweren en enkele kleine kanonnen. Verschillende malen viel een Nederlandse troepenmacht dit fort aan, maar zonder succes.
Ten slotte beloofde het gouvernement driehonderd slaven de vrijheid als ze meevochten tegen Boni en zijn strijders. Dit Neeger Vrijcorps, beter bekend onder de naam Redi Musu speelde een grote rol in de strijd tegen de rebellerende slaven. Na een belegering van zeven maanden werd het geheime pad dat net onder water lag en toegang gaf tot het fort, verraden. Terwijl kapitein Maryland een schijnaanval deed, vielen de vrijgekochte vrijwilligers het fort aan over het geheime pad. Het fort werd vernietigd maar Baron en anderen ontsnapten naar Frans-Guyana. In 1774 sneuvelde hij bij een aanval op een houtgrond in het gebied van de Patamacca.